# Nostima canens
Nostima canens är en tvåvingeart som beskrevs av Cresson 1941. Nostima canens ingår i släktet Nostima och familjen vattenflugor. Inga underarter finns listade i Catalogue of Life.